# Aposento do Barrete Verde
O Aposento do Barrete Verde de Alcochete é instituição  portuguesa de cariz tauromáquico sedeado na vila de Alcochete, distrito de Setúbal, tendo por fim a promoção cultural, educativa e recreativa dos sócios, e visa, especialmente, o fomento do gosto pela Festa Brava e a realização das Festas do Barrete Verde e das Salinas.

## História
Esta Instituição foi fundada a 20 de Agosto  de 1944 para trazer até si a organização das festas anuais de Alcochete,   anteriormente de responsabilidade da Santa Casa da Misericórdia de Alcochete. Com o desinteresse desta Instituição na organização das festas em 1943, a Sociedade Imparcial 15 de Janeiro de 1898, com o apoio da Camâra Municipal de Alcochete encarregou-se de tal organização.
Terminadas estas festas, a Comissão convida várias pessoas influentes da Vila para um almoço, às quais explica a importância da organização da festividade anual. A este almoço comparecem nomes como
António Tomé, Estêvão João Pio Nunes, Joaquim José de Carvalho, Dr. Manuel Simões Arroz, Joaquim Tomás da Costa Godinho, António Rodrigues Regatão, Manuel Ferreira Perinhas e Carlos Pedro de Oliveira. Deste almoço sai a primeira comissão de modo a constituir uma entidade organizadora.
Depois de várias tentativas de criar um nome para a entidade, António Rodrigues Regatão atribuiu a designação de "Aposento".
Nasce então a 20 de Agosto  de 1944 o Aposento do Barrete Verde, fundado por Álvaro José da Costa, António Rodrigues Regatão, António Tomé, Augusto Atalaia, Augusto Ferreira da Costa, Augusto Ferreira Gonçalves de Oliveira, Augusto Ferreira Saloio, Carlos Pedro de Oliveira, Estêvão João Pio Nunes, João Baptista Lopes Seixal, Joaquim José de Carvalho, Joaquim Tomás da Costa Godinho, José de Oliveira, Manuel Ferreira Perinhas, Dr. Manuel Simões Arroz e Virgílio Jorge Saraiva, que seguidos pela motivação de José André dos Santos que anos antes, aproveitando o facto de ser jornalista no Jornal "O Seculo" apoiou e divulgou as Festas do Barrete Verde e das Salinas, chamando-lhe impulsionador, foi o Aposento criado .

## Grupo Forcados do Aposento do Barrete Verde
Devido à proximidade com a tauromaquia, em 1965 foi fundado o Grupo de Forcados Amadores do Aposento do Barrete Verde de Alcochete, quando a 9 de Agosto se efectuou na Praça de Toiros de Alcochete um Festival de Homenagem ao Aposento do Barrete Verde. 
Em 1965, na altura da fundação, o Cabo era o Sr. José Luis Carapinha Rei e o Grupo era constituído por: Anibal Pinto, Manuel Pinto, João Manuel Mimo, Luciano Pinto,  Augusto Henrique, Luis Cebola, J.M.Gomes, E.Vantassi, A.L.Tavares, José António Pires, Gregório Bolota, Joaquim António Labreca e Francisco Giro.